# N’Zianouan
N’Zianouan (auch: Ziénoa am Fluss N’Zi) ist eine ivorische Stadt und Gemeinde.
N’Zianouan liegt circa 130 Kilometer nordwestlich von Abidjan im Département de Tiassalé in einem Mäander des N’Zi.